# Sihon
Sihon a fost un rege amorit menționat în Biblia ebraică, care a refuzat să-i lase pe israeliți să treacă prin țara sa.

## Relatări biblice

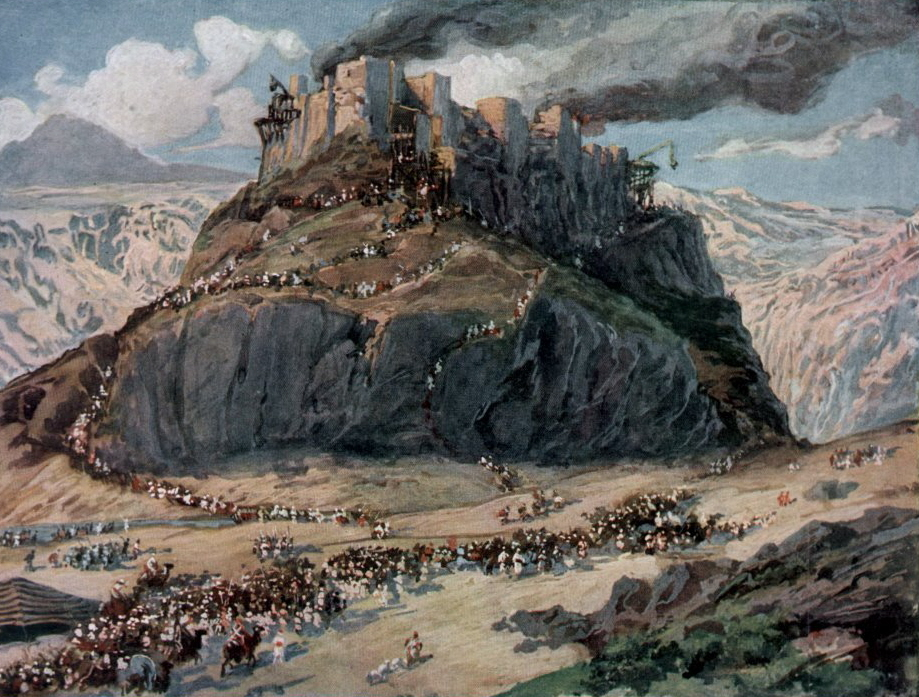
Cucerirea țării amoriților (acuarelă, circa 1896-1902, realizată de James Tissot)

În Cartea Numeri se povestește că israeliții, continuându-și Exodul, au ajuns în țara de la est de Iordan, lângă Heșbon, dar regele Siḥon al amoriților a refuzat să-i lase să treacă prin țara lui:
„Dar Sihon n-a îngăduit lui Israel să treacă prin țara lui, ci și-a adunat tot poporul său și a pășit împotriva lui Israel în pustie, înaintând până la Iahaț, unde s-a luptat cu Israel. Însă Israel l-a bătut, măcelărindu-l cu sabia, și i-a cuprins țara de la Arnon până la Iaboc, până la fiii lui Amon, căci hotarele Amoniților erau întărite.” (Numerii 21:23-24)
Moise a dat rămășițele țării lui Sihon, regele Heșbonului, în stăpânirea tribului lui Gad, atunci când a împărțit terenuri triburilor israelite (Cartea lui Iosua Navi 13:24-28).
În mod similar, israeliții au ocupat țara lui Og, iar aceste două victorii i-au făcut să intre în stăpânirea terenurilor din partea estică a Iordanului, de la Arnon până la poalele Muntelui Hermon. Aceste victorii, considerate printre cele mai de succes campanii militare ale israeliților, au devenit în scurt timp legendare și sunt menționate de mai multe ori în Biblia ebraică ca exemple ale victoriilor obținute cu ajutorul lui Dumnezeu - de exemplu, în Psalmi 134:11 și Psalmi 135:19-20.

## Analiză
Istoricul biblic Joel S. Baden a analizat asemănările dintre întâlnirea cu Sihon și întâlnirea anterioară cu regele Edomului (Numerii 20:14-21), precum și cu un pasaj paralel ulterior (Deuteronomul 2:2-3:11).